# Келли, Арвеста
Арвеста Келли (англ. Arvesta Kelly; родился 20 ноября 1945 года в Джэксоне, штат Миссисипи, США) — американский профессиональный баскетболист, выступал в Американской баскетбольной ассоциации, где провёл пять неполных из девяти сезонов её существования. Чемпион АБА в сезоне 1967/1968 годов в составе команды «Питтсбург Пайперс».

## Ранние годы
Арвеста Келли родился 20 ноября 1945 года в городе Джэксон (штат Миссисипи), где учился в средней школе Ленье, в которой играл за местную баскетбольную команду.